# Jamagó Nozomi
Jamagó Nozomi (山郷 のぞみ; Hepburn: Yamagō Nozomi) (Ōmiya, 1975. január 16. –) japán válogatott labdarúgó.

## Klub
A labdarúgást az Iga FC Kunoichi csapatában kezdte. 1993 és 2001 között az Iga FC Kunoichi csapatában játszott. 115 bajnoki mérkőzésen lépett pályára. 2002-ben a Saitama Reinas FC csapatához szerződött. 2005-ben az Egyesült Államokban játszott. Szeptemberben visszatért Japánba az Urawa Reds csapatához. 2005 és 2012 között a Urawa Reds csapatában játszott. 123 bajnoki mérkőzésen lépett pályára. 2013-ban az AS Elfen Saitama csapatához szerződött. 2014-ben vonult vissza.

## Nemzeti válogatott
1997-ben debütált a japán válogatottban. A japán válogatott tagjaként részt vett az 1999-es, a 2003-es, a 2007-es, a 2011-es világbajnokságon és a 2004. évi nyári olimpiai játékokon. A japán válogatottban 96 mérkőzést játszott.

## Statisztika
| Japán válogatott | Japán válogatott | Japán válogatott |
| Időszak          | Mérk.            | gól              |
| ---------------- | ---------------- | ---------------- |
| 1997             | 6                | 0                |
| 1998             | 8                | 0                |
| 1999             | 10               | 0                |
| 2000             | 4                | 0                |
| 2001             | 10               | 0                |
| 2002             | 8                | 0                |
| 2003             | 15               | 0                |
| 2004             | 10               | 0                |
| 2005             | 5                | 0                |
| 2006             | 4                | 0                |
| 2007             | 3                | 0                |
| 2008             | 3                | 0                |
| 2009             | 2                | 0                |
| 2010             | 7                | 0                |
| 2011             | 1                | 0                |
| Összesen         | 96               | 0                |

## Sikerei, díjai
Japán válogatott
- Világbajnokság:  Arany; 2011
- Ázsia-kupa:  Ezüst; 2001,  Bronz; 1997, 2008, 2010

Klub
- Japán bajnokság: 1995, 1999, 2004, 2009

Egyéni
- Az év Japán csapatában: 1996, 1999, 2001, 2002, 2003, 2004, 2007, 2008, 2009, 2010